# Museo de la Guerra de Atenas
El Museo de la Guerra de Atenas (en griego: Πολεμικό Μουσείο) fue creado el 18 de julio de 1975. Se exhiben en él armas de diversas épocas, principalmente de las Fuerzas Armadas de Grecia, aunque también hay algunas de otros países. 
El Museo tiene anexos en otras ciudades de Grecia: Nauplia (1988), La Canea (1995), Trípoli (1997) y Tesalónica (2000).